# Rhyncholestes raphanurus
Rhyncholestes raphanurus — вид сумчастих ссавців з родини Ценолестові (Caenolestidae).

## Опис
Розмір тіла може знаходитися в діапазоні від 10 до 13 см. Їх черевні й спинні частини тіла мають темно-коричневий або сірий колір. Хвіст коротший, ніж довжина голови й тіла. Вуха маленькі й округлі. Самці мають конічні, однокореневі верхні ікла, а самиці мають подвійні укорінені ікла, що нагадують премоляри.

## Поширення
Цей вид обмежується південно-центральною частиною Чилі, в тому числі островом Чилое. Цей вид має широкий діапазон висот, від рівня моря (Чилое) до 1 135 м над рівнем моря в провінції Осомо. Цей вид живе в лісах помірного пояса. Тільки два екземпляри були спіймані в Аргентині.

## Поведінка
Веде в основному наземний і нічний спосіб життя, живиться на лісовому ґрунті безхребетними (54% раціону) і дощовими черв'яками (7%). Іншим основним компонентом їх раціону є рослинний матеріал і гриби (39%).  Вони, ймовірно, мають поганий зір через їх нічну активність і малі очі. Дослідження їх мозку показують великі нюхові цибулини, що вказує на гострий нюх. Як і більшість дрібних ссавців, вони, ймовірно, є трофічною базою для нічних хижаків.

## Життєвий цикл
Мало що відомо про систему спарювання. Самиці не мають мішка і мають від п'яти до семи сосків. Є дані про те, що самиці здатні розмножуватися в будь-який час року, бо під час лактації самиці були спіймані у лютому, березні, травні, жовтні, листопаді та грудні. Самці, як вважають, репродуктивно активні цілий рік також. Мало що відомо про батьківську турботу. Через їх малі розміри тіла, цілком ймовірно, що вони не живуть більше, ніж кілька років.

## Загрози та охорона
Вирубка лісу є головною загрозою для цього виду. Цей вид зустрічається в ряді природоохоронних територій.